# Dipartimento del Benaco
Il dipartimento del Benaco fu uno dei dipartimenti italiani creati in età napoleonica su modello di quelli francesi. Esistette per breve tempo nel 1797-1798 ed era parte della Repubblica Cisalpina. Aveva come capoluogo Desenzano.

## Storia
Il dipartimento del Benaco fu creato il 3 novembre 1797 in seguito all'annessione alla Repubblica Cisalpina dei territori della Lombardia orientale, già appartenuti alla Repubblica di Venezia, dopo che per alcuni mesi il territorio di Desenzano era stato parte della Repubblica Bresciana.
Il limite occidentale fu posto sulla riva sinistra del fiume Chiese fino alla sua foce presso l'Oglio. Il confine meridionale fu stabilito lungo una linea teorica che avrebbe collegato Canneto a Ronco, passando per Goito: la legge previde che un'apposita commissione sarebbe stata incaricata di definire con maggior precisione la delimitazione. Il confine orientale e settentrionale fu fissato sul confine tra la Repubblica e l'Impero austriaco.
Il 1º settembre 1798, con la nuova suddivisione della Repubblica Cisalpina in dipartimenti, il dipartimento del Benaco fu soppresso e il suo territorio assegnato al dipartimento del Mella, con capoluogo Brescia, tranne i distretti di Villafranca, di Castiglione e di Asola che passarono al dipartimento del Mincio.

## Suddivisione amministrativa
Secondo la legge 10 piovoso VI comprendeva 9 distretti e 14 comuni non compresi in alcun distretto:
Distretti
- 2, distretto dell'Alto Adige (capoluogo non incluso: Zevio)
- 4, distretto del Tiono (capoluogo non incluso: Villafranca)
- 5, distretto delle Bocche del Mincio (capoluogo: Peschiera)
- 8, distretto dei Bassi colli (capoluogo: Guidizzolo)
  - Medole, Solferino, Ceresara, Cavriana
- 9, distretto del Chiese (capoluogo: Casaloldo)[4]
  - Acqua Fredda, Casalmoro, Casaloldo, Casalpoglio, Castelnovo sul Chiese, Mariana, Piubega
- 18, distretto della Penisola di Catullo (capoluogo non incluso: Desenzano)[5]
  - Moniga, Padenghe con Maguzzano, Rivoltella, Sirmione
- 20, distretto dei Colli (capoluogo: Polpenazze)
- 22, distretto dei Golfi del Benaco (capoluogo non incluso: Salò)[6]
- 23, distretto degli Aranci (capoluogo: Gargnano)

Comuni
- 10, Acquanegra
- 11, Asola
- 19, Bedizzole
- 15, Calcinato
- 12, Carpenedolo
- 13, Castiglione delle Stiviere
- 17, Desenzano
- 16, Lonato
- 14, Montichiari
- 21, Salò
- 6, Valeggio
- 3, Villafranca
- 7, Volta
- 1, Zevio